# Estação Pio XII
Pio XII é uma estação da Linha 9 do Metro de Madrid .